# Angelo Carbone
Angelo Carbone (* 23. března 1968, Bari, Itálie) je bývalý italský fotbalista. Pro AC Milan pracuje jako pozorovatel.

## Statistika
| Klub             | Sezóna  | Liga   | Liga | Pohár  | Pohár | LM či EL | LM či EL | celkem | celkem |
| Klub             | Sezóna  | Zápasy | Góly | Zápasy | Góly  | Zápasy   | Góly     | Zápasy | Góly   |
| ---------------- | ------- | ------ | ---- | ------ | ----- | -------- | -------- | ------ | ------ |
| AS Bari          | 1988/89 | 27     | 1    | ?      | ?     | ?        | ?        | ?      | ?      |
| AS Bari          | 1989/90 | 26     | 1    | ?      | ?     | ?        | ?        | ?      | ?      |
| AC Milan         | 1990/91 | 12     | 1    | ?      | ?     | ?        | ?        | ?      | ?      |
| AS Bari          | 1991/92 | 26     | 1    | ?      | ?     | ?        | ?        | ?      | ?      |
| SSC Napoli       | 1992/93 | 27     | 0    | ?      | ?     | ?        | ?        | ?      | ?      |
| AC Milan         | 1993/94 | 9      | 0    | 1      | 1     | 4        | 0        | 15     | 1      |
| AC Fiorentina    | 1994/95 | 27     | 4    | ?      | ?     | ?        | ?        | ?      | ?      |
| Piacenza Calcio  | 1995/96 | 30     | 2    | ?      | ?     | ?        | ?        | ?      | ?      |
| AC Reggiana      | 1996    | 6      | 0    | ?      | ?     | ?        | ?        | ?      | ?      |
| Atalanta Bergamo | 1996/97 | 19     | 0    | ?      | ?     | ?        | ?        | ?      | ?      |
| Atalanta Bergamo | 1997/98 | 21     | 0    | ?      | ?     | ?        | ?        | ?      | ?      |
| Atalanta Bergamo | 1998/99 | 7      | 0    | 0      | 0     | 0        | 0        | 0      | 0      |
| AC Reggiana      | 1999    | 17     | 1    | ?      | ?     | ?        | ?        | ?      | ?      |
| US Pistoiese     | 2000    | 16     | 6    | ?      | ?     | ?        | ?        | ?      | ?      |
| Ternana Calcio   | 2000/01 | 8      | 1    | ?      | ?     | ?        | ?        | ?      | ?      |
| US Pistoiese     | 2001    | 7      | 0    | ?      | ?     | ?        | ?        | ?      | ?      |
| US Pistoiese     | 2001/02 | 20     | 1    | ?      | ?     | ?        | ?        | ?      | ?      |
| Pro Patria       | 2002/03 | 14     | 1    | ?      | ?     | ?        | ?        | ?      | ?      |
| Pro Patria       | 2003/04 | 19     | 3    | ?      | ?     | ?        | ?        | ?      | ?      |
| Pro Patria       | 2004/05 | 15     | 0    | ?      | ?     | ?        | ?        | ?      | ?      |
| Pro Patria       | Celkově | 362    | 22   | ?      | ?     | ?        | ?        | ?      | ?      |

## Úspěchy

### Klubové
- 1× vítěz italské ligy (1993/94)
- 1× vítěz Ligy mistrů (1993/94)
- 1× vítěz evropského superpoháru (1990)
- 1× vítěz Interkontinentální pohár (1990)

### Reprezentace
- 1× na ME 21 (1990 - bronz)